# Edward Jay Epstein

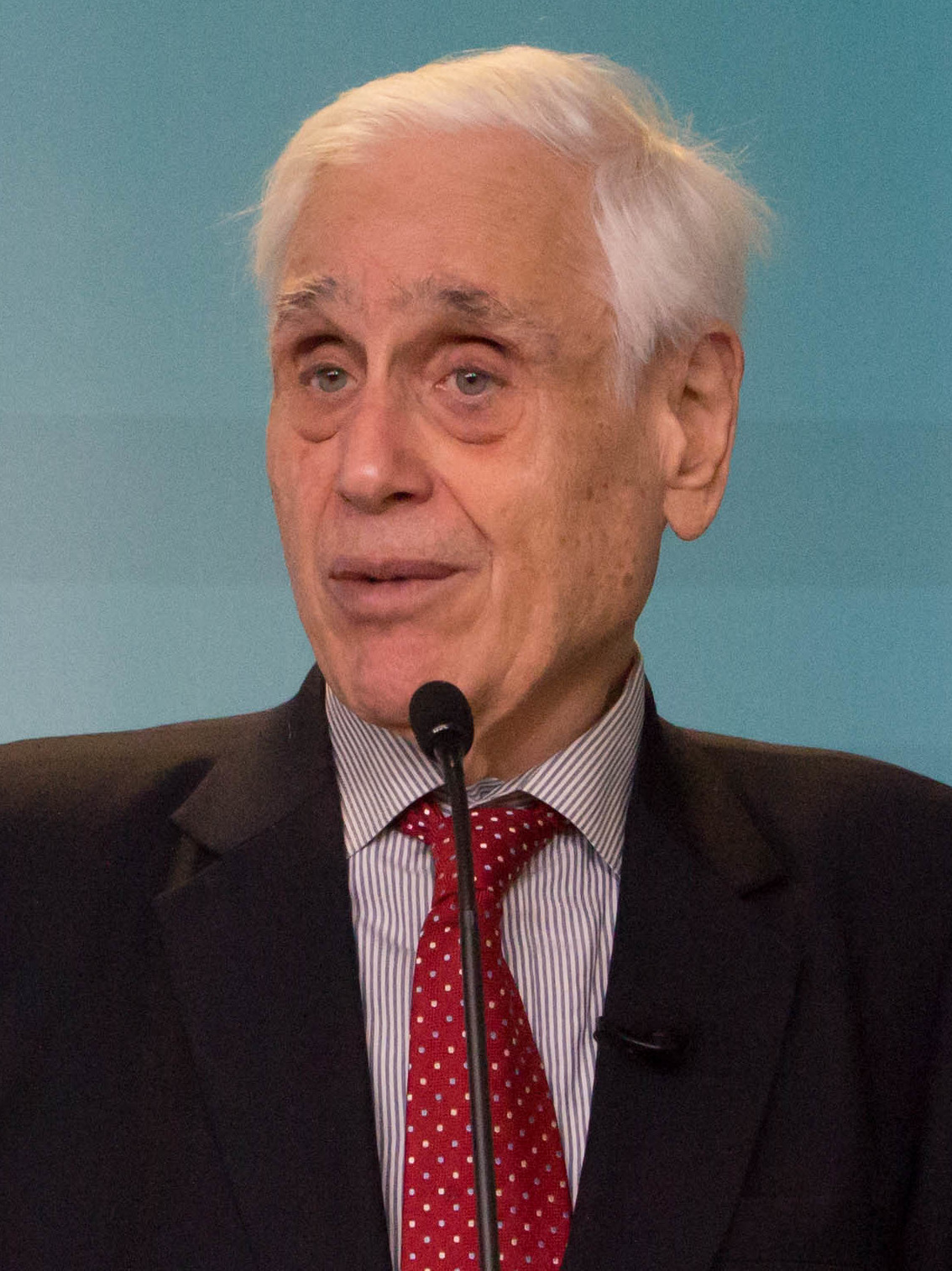
Edward Jay Epstein (2017)

Edward Jay Epstein (* 6. Dezember 1935 in New York City; † vor oder am 9. Januar 2024 ebenda) war ein amerikanischer Investigativjournalist. Zeitweise lehrte er Politikwissenschaft an der Harvard in Cambridge (Massachusetts), an der UCLA in Los Angeles und am MIT in Cambridge. Bekannt wurde er mit Büchern über den Mord an John F. Kennedy.

## Leben
Epstein machte seine Bachelor- und Master-Abschlüsse an der Cornell University; zu seinen Professoren dort gehörte Vladimir Nabokov. 1973 erhielt Epstein seinen Ph.D. von der Harvard University.
Aufsehen erregte sein Interview für die Zeitschrift Reader’s Digest, das er vom 27. bis 29. März 1977 in Palm Beach mit George de Mohrenschildt führte, einem der engsten Freunde von Lee Harvey Oswald. Am 29. März 1977 verabschiedeten sich beide Männer gegen Mittag und wollten sich um 15 Uhr wieder treffen. Doch Mohrenschild erschien nicht und wurde kurz darauf in seinem Haus in Manalapan erschossen aufgefunden.
Epstein wurde am 9. Januar 2024 tot in seiner Wohnung im New Yorker Stadtteil Manhattan aufgefunden. Nach Auskunft eines Verwandten starb er an den Folgen einer Erkrankung an COVID-19.

## Werke
- Inquest: The Warren Commission and the Establishment of Truth, New York: The Viking Press Inc. 1966 (zugl. Master-Arbeit) – Deutsche Ausgabe unter dem Titel Im Kreuzverhör. Der Warren-Bericht über den Mord an Präsident Kennedy, Frankfurt am Main: S. Fischer 1966
- Counterplot (1968)
- News from Nowhere. Television and the News (1973, zugl. Dissertation)
- Between Fact and Fiction: The Problem of Journalism (1975)
- Agency of Fear: Opiates and Political Power in America (1977)
- Cartel (1978)
- Legend: The Secret World of Lee Harvey Oswald (1978)
- The Rise and Fall of Diamonds: The Shattering of a Brilliant Illusion (1982)
- Deception: The Invisible War Between the KGB & the CIA (1989)
- The Assassination Chronicles: Inquest, Counterplot, and Legend (1992)
- Dossier: The Secret Life of Armand Hammer (1996)
- The Big Picture: Money and Power in Hollywood (2000)
- The Hollywood Economist: The Hidden Financial Reality Behind the Movies (2010)
- Who Killed God’s Banker? (2011)
- James Jesus Angleton: Was He Right? (2012)
- The Annals of Unsolved Crime (2013)
- The JFK Assassination Diary: My Search for Answers to the Mystery of the Century (2013)
- How America Lost Its Secrets: Snowden, the Man and the Theft (2017)[7][8][9]